# Faisà d'esperons de Rostchild
El Faisà d'esperons de Rostchild (Polyplectron inopinatum) és una espècie d'ocell de la família dels fasiànids (Phasianidae) que habita la selva de muntanya de Malaia.